# Cantiere Navale Triestino

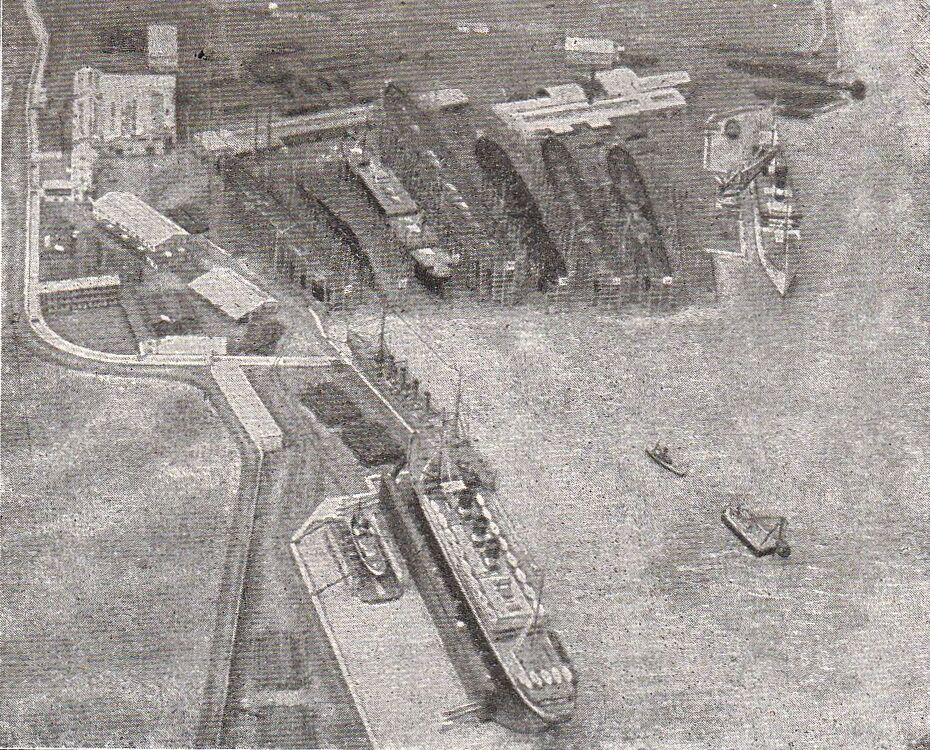
Vista aerea di parte del Cantiere Navale Triestino (c. 1914).

Varo del piroscafo da carico "Tergestea" al Cantiere Navale Triestino (16 giugno 1911).

Il Cantiere Navale Triestino è stato fondato nel 1907 a Monfalcone, allora parte del Litorale austriaco. È tuttora attivo con il nome di Fincantieri - Cantiere Navale di Monfalcone.

## Storia
Progettato e finanziato dalla famiglia Cosulich, proprietaria di una compagnia di navigazione, il cantiere venne ufficialmente inaugurato il 3 aprile 1908.
La famiglia Cosulich originaria di Lussinpiccolo aveva dato inizio alla propria attività armatoriale nel 1857 e nel 1890 trasferì la sede della compagnia a Trieste, dando impulso all'espansione della propria flotta con l'acquisto di diversi piroscafi e fondando nel 1903 la compagnia di navigazione "Unione Austriaca di Navigazione dell'Austro Americana e dei Fratelli Cosulich", i cui piroscafi cominciarono a collegare regolarmente Trieste con il Nord e il Sud America.
Fino allo scoppio della prima guerra mondiale il cantiere aveva costruito diverse navi, sia mercantili che militari, tra cui l'incrociatore Saida per la k.u.k. Kriegsmarine, la marina militare dell'Impero austro-ungarico. Allo scoppio della guerra tra Italia e Austria nel 1915 la forza lavoro, in gran parte italiana, abbandonò il cantiere essendo il sito stesso troppo vicino alla linea del fronte per continuare ad operare. Venne occupato dal Regio Esercito l'8 giugno 1915, diventando obiettivo dei cannoni austriaci da luglio a settembre 1915, durante le varie battaglie dell'Isonzo. La società però continuò a funzionare, utilizzando impianti avuti in prestito dalla DDSG a Budapest e l'Arsenale Navale di Pola. Durante la guerra vennero costruiti dei sommergibili, tra cui diversi della classe U-27.
Terminato il conflitto, con il passaggio di Trieste al Regno d'Italia la compagnia assunse la denominazione "Cosulich Società Triestina di Navigazione".
I cantieri di Monfalcone ripresero le attività e la compagnia cominciò ad essere conosciuta nel mondo come Cosulich Line. Nel 1923 vennero aperte a Monfalcone dalla Cosulich anche le Officine Aeronautiche in quanto la famiglia Cosulich aveva rivolto il suo interesse alla navigazione aerea ed era proprietaria dal 1921 della Società Italiana Servizi Aerei (SISA).
Nei primi mesi del 1928 la Banca Commerciale Italiana cedette il pacchetto azionario del Lloyd triestino di navigazione alla Cosulich Line che in tal modo riuscì a impossessarsi della quasi totalità delle azioni del Lloyd Triestino. Negli anni trenta la Cosulich Line ed il Lloyd Triestino, per ordine del Governo, sarebbero confluite nella società Italia Flotte Riunite il cui coordinamento e controllo era sotto le giurisdizione di una finanziaria a controllo statale, la Finmare.
Nel 1929 il Cantiere Navale Triestino si è fuso con un'altra società di cantieristica navale italiana, lo Stabilimento Tecnico Triestino per formare la Cantieri Riuniti dell'Adriatico (CRDA).
Significative costruzioni del cantiere furono quelle dei transatlantici Saturnia (1925) e Vulcania (1926).

## Produzione cantieristica
Produzione del Cantiere Navale Triestino
| Anno | Stazza lorda navi varate | Consumo di acciaio |
| ---- | ------------------------ | ------------------ |
|      | tonn.                    | tonn.              |
| 1908 | 1446                     | 600                |
| 1909 | 6722                     | 2890               |
| 1910 | 3637                     | 1570               |
| 1911 | 17815                    | 7580               |
| 1912 | 22534                    | 12100              |
| 1913 | 32405                    | 19100              |

## Lavoratori impiegati nel cantiere
Numero di lavoratori impiegati nel cantiere
| Anno         | numero lavoratori |
| ------------ | ----------------- |
| 1908         | 400               |
| 1909         | 800               |
| 1910         | 650               |
| 1911         | 1600              |
| 1912         | 1800              |
| 1913         | 2350              |
| 1914 (marzo) | 2600              |